# دهستان غیاث‌آباد
دهستان غیاث‌آباد دهستانی در بخش رادکان شهرستان چناران در استان خراسان رضوی ایران است.این دهستان بر اساس مصوبه هیئت وزیران در تاریخ ۱۲ آبان ۱۳۹۹ تأسیس شد.

## جمعیت
براساس سرشماری عمومی نفوس و مسکن در سال ۱۳۹۵، جمعیت این دهستان برابر با ۵۱۱۲ نفر بوده است.